# Ilhéu das Cabras
Ilhéu das Cabras ist eine kleine, zum westafrikanischen Staat São Tomé und Príncipe gehörende Insel im  Golf von Guinea. Sie befindet sich 2,1 km ostnordöstlich des Ortes Micolo an der Nordostküste der Hauptinsel São Tomé, und drei Kilometer nördlich des Flughafens São Tomé. Sie ist nicht dauerhaft bewohnt und gehört zum Distrikt Lobata.
Die Insel ist vulkanischen Ursprungs (Schichtvulkan). Sie besteht aus zwei Hügeln, die beide eine Höhe von 90 Metern erreichen. Auf dem nordöstlichen Hügel steht ein fünf Meter hoher Leuchtturm.